# Jadwiga Siekierska
Jadwiga Siekierska (ur. 29 grudnia 1903 w Chersoniu, zm. 4 marca 1984 w Warszawie) – polska działaczka komunistyczna, teoretyk i krytyk sztuki, publicystka oraz dyplomatka, profesor nadzwyczajna, chargé d’affaires ambasady PRL w Holandii (1957).

## Życiorys
Córka szewca Mikołaja i Walentyny z Kiślak-Stankiewiczów, jej rodzice zostali przymusowo osiedleni na Ukrainie prawdopodobnie z powodu socjalistycznej działalności Mikołaja. Po ukończeniu nauki prywatnej i szkoły średniej w Mohylewie podjęła się utworzenia szkoły dla dzieci polskich robotników w Szkłowie. Od 1921 była kandydatką, a od 1924 do 1938 członkiem Komunistycznej Partii Związku Radzieckiego.
W 1921 rozpoczęła naukę na Polskich Kursach Pedagogicznych w Moskwie. Kształciła się w szkole partyjnej dla mniejszości narodowych, a w 1925 ukończyła filozofię na Moskiewskim Uniwersytecie Państwowym. W międzyczasie przebywała w Jekaterynburgu (gdzie jej mąż został profesorem Uralskiego Uniwersytetu Państwowego) i uczyła w Szkole Czerwonych Komunardów. Następnie skierowana przez Polską Sekcję Kominternu na aspiranturę. W latach 1929–1932 przebywała w Mińsku, gdzie pracowała na Białoruskim Uniwersytecie Państwowym i w Białoruskiej Akademii Nauk. Ponadto publikowała w lokalnej prasie i jako mińska korespondentka dziennika „Prawda”, zajmowała się też propagandą. W 1932 powróciła do Moskwy, obejmując posadę wykładowcy Międzynarodowej Szkoły Leninowskiej; kierowała w niej sekcją francuską i katedrą materializmu historycznego i dialektycznego. Od 1934 do 1937 redaktor i kierownik redakcji w Państwowym Wydawnictwie Literatury Pięknej „Goslitizdat”. Autorka publikacji naukowych z zakresu teorii sztuki, estetyki, krytyki teatralnej i literackiej. W czerwcu 1937, wkrótce po aresztowaniu jej męża, także została zatrzymana, a w lutym 1938 skazana na osiem lat obozu. Przebywała w koloniach w obwodzie riazańskim i Tałagach.
W styczniu 1945 uwolniona po interwencji Związku Patriotów Polskich, w maju 1945 dotarła do Warszawy. Od 1945 w szeregach Polskiej Partii Robotniczej, od 1948 w Polskiej Zjednoczonej Partii Robotniczej. Została wykładowcą, a od 1946 do 1948 wicedyrektor Centralnej Szkoły Partyjnej PPR w Łodzi, a także w Państwowej Wyższej Szkole Teatralnej im. Leona Schillera w Łodzi; wchodziła w skład kolegiów redakcyjnych miesięczników „Wiedza i Życie” oraz „Teatr”. Była zastępcą kierownika Wydziału Oświaty i Kultury KC PPR (1948) i Wydziału Kultury KC PZPR (1948–1951) oraz delegatką na dwa zjazdy i Krajową Konferencję PZPR. W latach 1950–1957 wykładała w Instytucie Kształcenia Kadr Naukowych i Instytucie Nauk Społecznych przy KC PZPR, gdzie kierowała katedrą materializmu dialektycznego i historycznego, a w 1954 otrzymała tytuł profesora nadzwyczajnego. W 1950 przyjęta do Związku Literatów Polskich.
Po śmierci Stalina zaczęła przejawiać bardziej krytyczne tendencje, składając m.in. samokrytykę, akceptując częściowe odchodzenie od socrealizmu i partyjnego kierowania kulturą. Wystąpiła również przeciwko radzieckiej interwencji wojskowej na Węgrzech w 1956. W efekcie została odsunięta od wyższych stanowisk i w kwietniu 1957 skierowana jako I radca do ambasady PRL w Hadze; jednocześnie do listopada 1957 pełniła w tej placówce funkcję chargé d’affaires. Następnie od 1958 do 1963 starszy radca w Ministerstwie Spraw Zagranicznych w Departamencie Terytorialnym II (Romańskim) i Departamencie Współpracy Kulturalnej i Naukowej z Zagranicą. W latach 1964–1975 profesor nadzwyczajna w Zakładzie Teorii i Historii Filmu w Instytucie Sztuki Polskiej Akademii Nauk. Zajmowała się także publicystyką, m.in. na łamach „Trybuny Ludu”. Pod koniec życia przebywała w Domu Opieki Społecznej w Henrykowie, do śmierci pozostając w szeregach PZPR. Opublikowała kilka książek o tematyce wspomnieniowej, politycznej, artystycznej.

## Życie prywatne
W 1922 została drugą żoną Stanisława Bobińskiego, pisarza i komunisty. Mieli razem syna Michała/Eryka, hydrobiologa (ur. 1926). Jej brat Zygmunt spędził 16 lat w łagrach, zaś siostra Helena, z zawodu fizyk, zginęła rozstrzelana przez NKWD w 1938. Jadwiga Siekierska została pochowana na Cmentarzu Wojskowym na Powązkach.

## Odznaczenia
W 1955 odznaczona Medalem 10-lecia Polski Ludowej.